# أسامة الخلف
أسامه يوسف الخلف مواليد 26ديسمبر 1996 في الأحساء، الشعبة، السعودية، هو لاعب كرة قدم سعودي يلعب لنادي نيوم.

## مسيرة اللاعب
كانت بداياته مع نادي هجر و انتقل إلى نادي الاتفاق في عام 2017 و أعير إلى نادي الحزم مطلع عام 2019 و انتقل إلى نادي الحزم في صيف 2019 و أنتقل إلى نادي النصر في صيف 2020 و أعير إلى نادي الطائي في صيف 2021 و أعير إلى نادي الحزم مطلع عام 2022 و انتقل إلى نادي الفيحاء في صيف 2022 وانتقل إلى نادي نيوم في عام 2024.

## روابط خارجية
- أسامة الخلف على موقع قاعدة بيانات كرة القدم.إي يو (الإنجليزية)
- أسامة الخلف على موقع Soccerway.com (الإنجليزية)